# Maratha
 Maratha (marathi: मराठा, marāthā, també mahratta) té tres usos relacionats: dins de la regió de parla marathi, descriu la casta Maratha dominant; fora de Maharashtra pot referir-se a tota la població de parla marathi, els marathes; històricament, descriu a l'imperi Maratha fundat per Shivaji Maharaj al seglex XVII i continuat pels seus successors, el qual incloïa moltes castes.
La casta Maratha està formada principalment per guerres, terratinents i els savakars. Principalment resideix als estats indis de Maharashtra, Madhya Pradesh, Gujarat, Karnataka i Tamil Nadu.

## Etimologia
L'etimologia de les paraules Marātha i Marāthi és incerta. Possiblement deriven de la paraula pràcrit Marhatta trobada a la literatura Maharashtri jainista, del sànscrit Maharāṣhṭra gran reialme (formada per maha, que vol dir gran, i rashtra, que vol dir nació, domini o districte). Una teoria sosté que una referència a un clan conegut com els Rāṣṭrika, feta en algunes de les inscripcions d'Aśoka, fa referència a un poble del Dècan que van ser els progenitors dels habitants de parla marathi, que estan associats amb el posterior Mahārāṣhṭri Prakrit.
Altres teories enllacen les paraules Marātha i Rāṣhṭri amb Ratta, suposadament una corrupció de la paraula Rāshtrakuta, el nom de la dinastia que va dominar el Dècan entre els segles VIII i X.
Malgrat això, totes les teories afirmen, com ho fan els lingüistes, que el marathi modern s'han desenvolupat del pràcrit] anomenat maharashtri.

## Clans Maratha
D'acord amb algunes fonts, la majoria dels Marathas pertanyen a un dels 96 clans, coneguts com els 96 Kuli Marathas. L'autèntica organització d'aquest sistema de clans està discutida per la cultura popular i els historiadors. Sembla que el 1889 es va realitzar el primer intent de crear una llista que finalment va concloure el govern de l'Índia el 1956.

## Història

### Abans del 1600
La història de la casta Maratha amb anterioritat a Shivaji Maharaj no està clara. No obstant això, alguns del 96 clans van ser notables. Un sèrie de Rajputs i guerrers Maratha, entre ells Shahaji, pare de Shivaji, van servir a les ordres de diversos regnes musulmans de l'època. Els clans Maratha i les seves subdivisions van estar involucrades en lluites internes, fins que Rajmata Jijabai, la mare de Shivaji, va iniciar un intent d'aconseguir una major unitat entre els Maratha. Els Marathas no solament van ser guerrers, sinó que també van ser escriptors, poetes, terratinents o ministres.

### Imperi Maratha

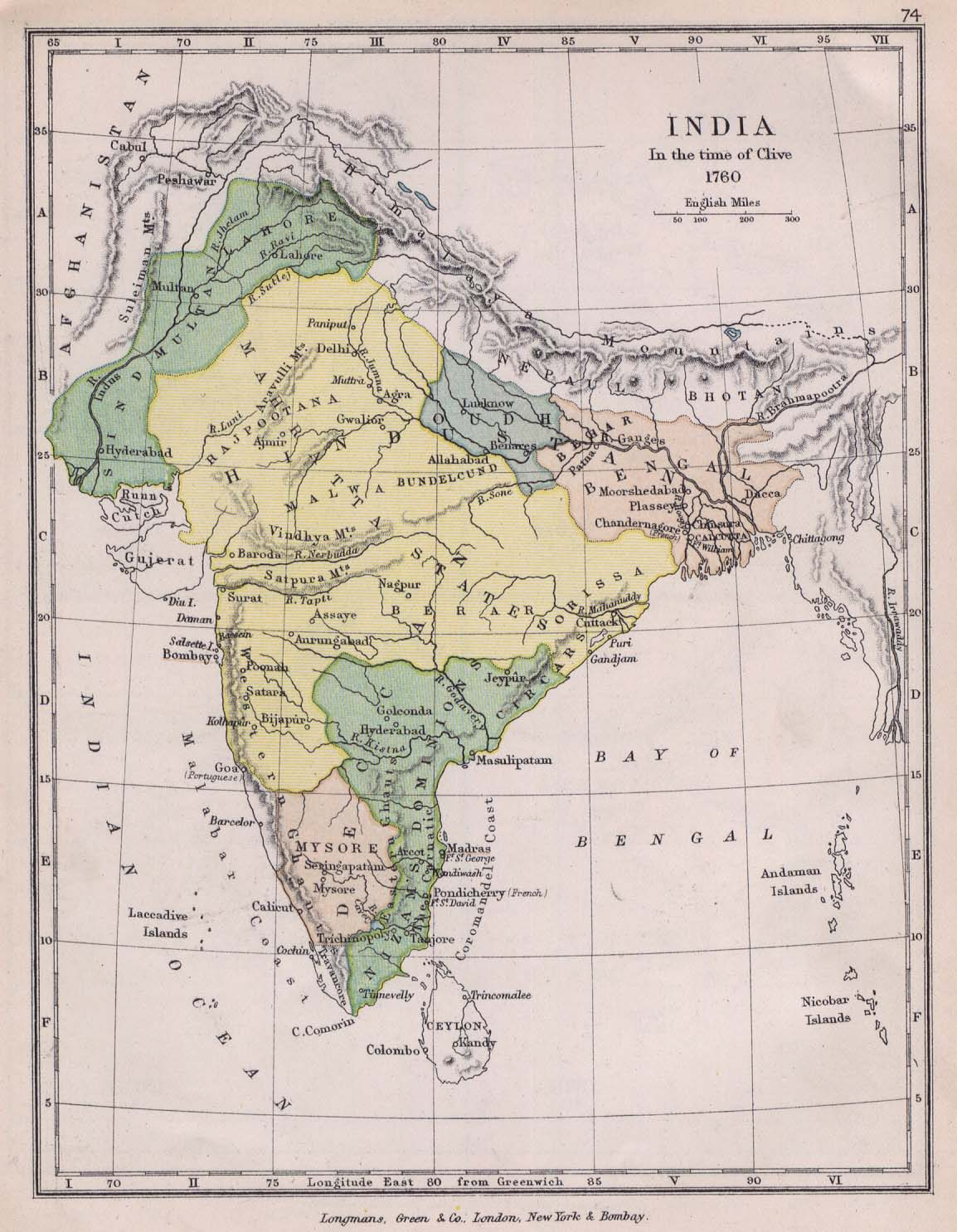
Abast de la confederació d'estats Maratha vers el 1760, aproximadament en el moment de màxim expansió (identificada amb color groc)

Satavahana i Rashtrakuta van ser dos governants Maratha (també anomenats Rastriks, Maha-rathis o Mahrattas) d'edat mitjana (abans del segle xii).
Different Maratha (also called as Rastriks or Maha-rathis or Mahrattas) rulers during Medieval period (before 12th century) include Satavahana and Rashtrakuta. Al segle xvii, Chhatrapati Shivaji va unir els Maratha sota el seu lideratge. Shivaji Maharaj, nascut en el clan Bhosale, va assegurar un estat independent a força de lluitar durant tota la vida, fet que li va permetre fundar un imperi, les restes del qual van durar fins d'independència de l'Índia l'any 1947. L'estat fundat per Chhatrapati Shivaji va arribar al seu zenit al segle xviii sota el control dels Peshwas, es va estendre des del riu Indus, a l'actual Pakistan, fins a Orissa a l'est, i des del Panjab al nord fins al centre de Karnataka al sud. El regne de Thanjavur a l'actual Tamil Nadu, també va ser governat per una dinastia Maratha, encara que fora de l'àmbit principal de l'impire. En seu apogeu, l'imperi Maratha va establir un protectorat sobre l'emperador Mogol i una supremacia sobre nombrosos cabdills Rajput de Gujarat, Rajasthan, el centre de l'Índia i altres llocs. També van aconseguir el domini del Panjab, acabant amb el govern musulmà a la regió i establint les bases del posterior control de la regió per part dels Sikh.
Aquest vast imperi va disminuir gradualment després de la Tercera batalla de Panipat (1761). L'any 1818, tota l'Índia actual havia caigut en mans de la Companyia Britànica de les Índies Orientals.

### Influencia
La història dels estats i les dinasties que inclou l'imperi Maratha, constitueix una gran part de la història de la baixa edat mitjana de l'Índia.
L'ascens dels Marathas va:
- representar el ressorgiment del poder dels hindús al nord de l'Índia després de segles de govern musulmà. L'imperi Maratha va representar el desafiament militar més gran pels mogols, i van ser la causa principal de la posterior pèrdua del domini dels mogols sobre l'Índia.
- prevenir la propagació de l'imperi mogol i la cultura islàmica associada al sud de l'Índia.
- conduir a la dissolució del sistema de castes, ja que un gran nombre de bramans i altres castes van lluitar amb ells.[3]
- portar a la modernització de les forces armades indies, donat que van introduir mosquets dissenyats i manufacturats per indígenes (anomenats mosquets Gardi), a van modernitzar la marina índia.
- fomentar el desenvolupament de la llengua marathi i va ser fonamental en la consolidació d'una identitat Maharashtri.[3]

## Dinasties i estats Maratha

### Dinasties Maratha
- Rane de Sateri, actualment Goa, i Sindhudurg, a Maharashtra.
- Ahire de Ahiwantgarh, i Satana, Deola i Kalwan, al districte de Nasik.
- Satavahana de Pratishthan, actual Paithan, prop de Aurangabad.
- Yadava de Daulatabad.
- Jadhav de Sindkhed Raja, Vidarbha, Nasik, Sangli, Satara i Kolhapur.
- Bhonsle de Kolhapur, Satara, Nagpur, Akalkot i Sawantvadi, a Maharashtra. Thanjavur a Tamil Nadu.
- Shinde de Kanherkhed, Vele i Aakhad a Satara, i també a Ratnagiri i Chiplun-Daspati a Maharashtra, i a Gwalior
- Gaekwad de Maharashtra, i Baroda a Gujarat.
- Pawar de Maharashtra, i a Dewas, Dhar i Chhatarpur, a Madhya Pradesh
- Bhoite de Tadawale Sammat Wagholi, Wagholi i Hingangaon, a Maharashtra.
- Shitole de Poona, a Maharashtra.
- Kadam de Sap, Torkhed i Ranala, a Maharashtra.
- Jagtap de Dhakale i Pandare Saswad, Maharashtra.
- Mohite de Talbid, prop de Karad, a Maharashtra.
- Nikam de Maharashtra.
- Shirke de Konkan, a Maharashtra.
- Dabhade de Talegaon Dabhade i les viles del voltant de Maharashtra.
- Dhamdhere de Talegaon Dhamdhere a Maharashtra.
- Salunkhe de Maharashtra.
- Mahadik de Satara, Nagpur, i Kolhapur a Maharashtra, i a Karnataka.
- Moray de Mauryakhand, Jawali, Raigarh, Vardhangad prop de Khatav, districte de Satara, a Maharashtra.
- Ghorpade de Ghorpade Raja i Mudhol a Maharashtra, i a Karnataka.
- Ghadge de Malawadi, a Maharashtra.
- Nimbalkar de Phaltan.
- Dalvi de Palvani i Soveli.
- Kate de Maharashtra.
- Sawant de Sawantwadi, a la regió de Konkan de Maharashtra, i als estats de Goa.
- Harphale de la regió de Poona, a Maharashtra.
- Mane de Mhaswad, a Maharashtra.
- Thamke de la regió de Raigad de Maharashtra.
- Jedhe de Kari prop de Poona, a Maharashtra.
- Gharge-Desai de Shirol i els descendents de Nimsod, al districte de Satara, del rei Yashowarden de Mahabharata.
- Kale de Maharashtra.
- Shelar/Shilahara de Kolhapur,a Konkan.
- Kakade de Pangare, a la regió de Poona de Maharashtra.

### Estats Maratha
A partir del fet que els Maratha van governar gran part de l'Índia, en el període immediatament anterior a la consolidació del Raj Britànic, els estats Maratha van esdevenir el bloc més gran dels principats de l'Índia, en termes de territori i població.
Estats Maratha prominents:
- Akalkot

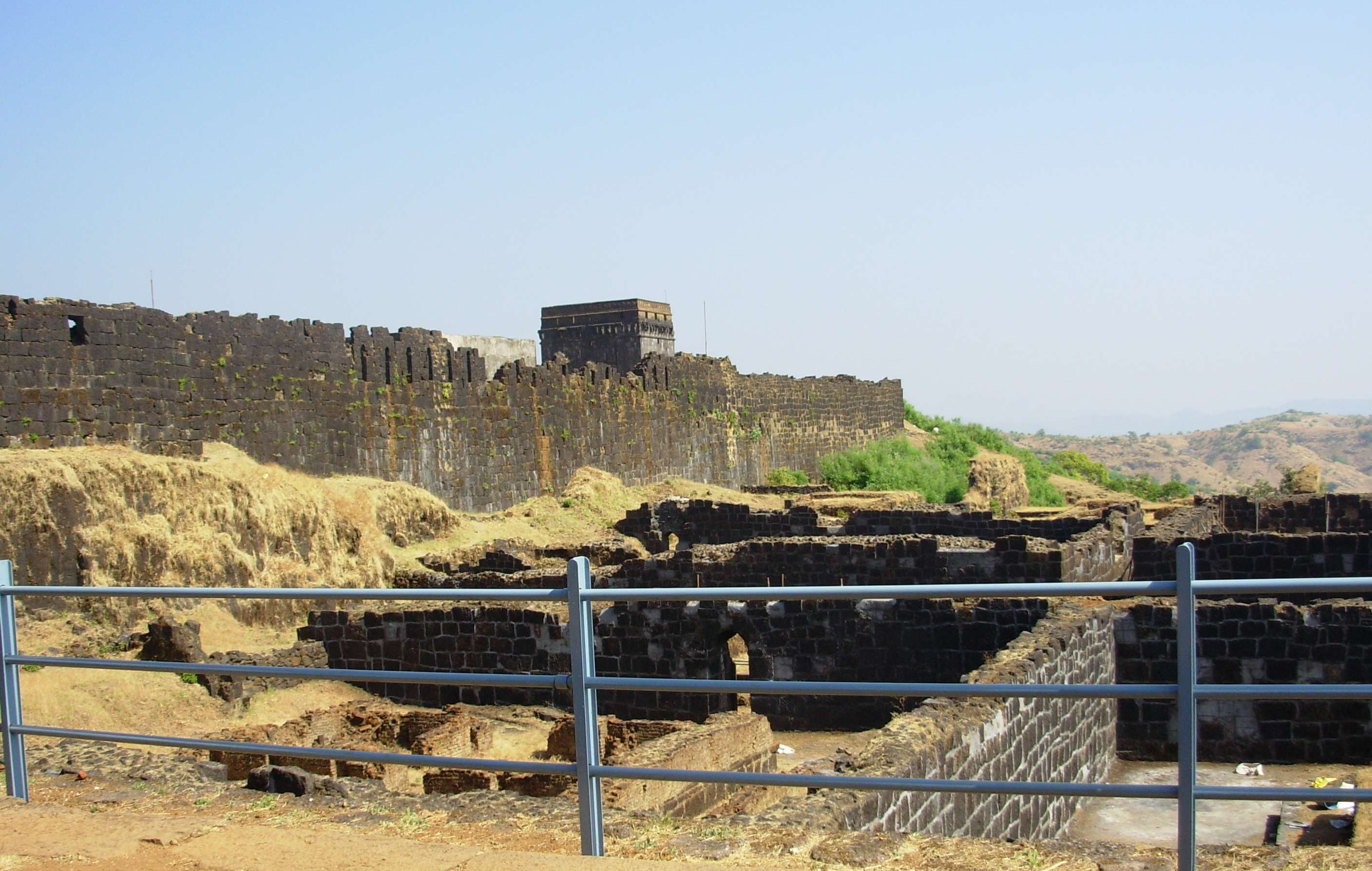
Ruïnes del Fort of the Raigad Fort which served as a capital of Maratha Empire in the 17th century

- Aundh (Administrador Braman, no d'origen Maratha per casta)
- Baroda
- Bhor (Administrador Braman, no d'origen Maratha per casta)
- Dewas
- Dhar
- Gwalior
- Indore (Administrador Dhangar, no d'origen Maratha per casta)
- Jath
- Jawhar
- Kolhapur
- Mudhol
- Phaltan
- Sandur al districte de Bellary de Karnataka
- Sangli (Administrador Braman, no d'origen Maratha per casta)
- Satara
- Savantvadi
- Tanjore
- Marne, a Maharashtra

## Emigrants Marathas
L'imperi també va donar lloc a la reubicació voluntària d'un nombre considerable de Marathas i d'altres parlants de marathi fora de Maharashtra, i a través d'una gran part de l'Índia. Per tant, avui en dia hi ha diverses comunitats considerables que descendeixen d'aquests emigrants vivint al nord, sud i oest de l'Índia. Aquestes comunitats sovint tendeixen a parlar les llengües de les àrees on viuen, malgrat que molts també parlen marathi.

## Participació política
Els Marathas han controlar els estats polítics de Maharashtra des del seu inici el 1960. El primer Primer Ministre de Maharashtra era un Maratha (Yashwantrao Chavan). Des d'aleshores, Maharashtra ha estat testimoni d'una forta presència de ministres o funcionaris Maratha (que representen el 25% de l'estat) en el govern estatal de Maharashtra, comissions locals municipals i als panchayats (assemblees que resolen disputes entre individus i pobles).

## Servei militar
El regiment d'Infanteria lleugera Maratha de l'exèrcit de l'Índia és un dels regiments més antics e influents. El seu primer batalló, també conegut com a Jangi Paltan, va ser creat ja el 1768 com a part dels sipais de Bombai. Els Marathas van destacar especialment durant la Primera Guerra Mundial i van obtenir fins a dues-centes trenta-set condecoracions.

## Marathas insignes
- Shivaji Maharaj (1630-1680) – Fundador de l'imperi Maratha
- Chattrapati Sambhaji Maharaj, fill de Shivaji; segon emperador de l'imperi Maratha.
- Rajmata Ahilya Devi Holkar, reina de la regió de Malwa
- Kanhoji Angre, un almirall de la marina Maratha que inicialment va donar suport a la reina Tarabai i que posteriorment va ser convençut per Balaji Vishwanath Bhat per donar suport a Shahu.
- Hambirrao Mohite, comandant en cap, també conegut com a Sarnobat, que va prendre part per Sambhaji, tot i que era germà de Soyarabai, i va lluitar contra els Mogols
- Santaji Ghorpade, comandant en cap que va liderar la lluita contra l'imperi mogol.
- Madhav Rao I Scindia, un governant de Gwalior, que va dirigir als Marathas a Poona en la Primera Guerra Anglo-Maratha.

### Figures polítiques modernes
- Pratibha Patil, actual president de l'Índia
- Yashwantrao Chavan, Primer Ministre de l'Índia
- Sharad Pawar, actual ministre d'agricultura de l'Índia
- Vilasrao Deshmukh, Primer Ministre de Maharashtra
- Ashok Chavan, actual Primer Ministre de Maharashtra
- Narayan Rane, Primer Ministre de Maharashtra, actual ministre de finances de Maharashtra
- Nitin Gadkari, cap del partit de l'oposició de l'Índia

### Escriptors
- Vishnu Sakharam Khandekar
- Vishwas Patil
- Shivaji Sawant
- Ranjit Desai

### Actors
- Nana Patekar
- Rajinikanth, (Shivaji Rao Gaekwad), una de les estrelles més influents del cinema indi.
- Smita Patil, actriu referència de Bollywood als anys setanta i vuitanta.
- Ritesh Deshmukh, actor de Bollywood

### Atletes
- Anshuman Gaekwad, jugador de criquet i dues vegades entrenador nacional indi de criquet.
- Khashaba Jadhav, primer medallista olímpic indi, que va guanyar la medalla de bronze de lluita lliure als Jocs Olímpics d'Estiu de 1952.

### Militars
- Naik Yashavantrao Ghadge, receptor de la Creu Victòria
- Namdev Jadhav, receptor de la Creu Victòria